# 1898 a sportban
1898 legfontosabb sporteseményei a következők voltak:

## Születések
| Születés       | Név                      | Nemzetiség, sportág, eredmények                                                                          | Halálozás |
| -------------- | ------------------------ | --- | --------- |
| január 7.      | Émile Martel             | olimpiai bronzérmes francia tornász                                                                      | ?         |
| január 12.     | Jacob Erstad             | olimpiai ezüstérmes norvég tornász                                                                       | 1963      |
| január 15.     | Sture Ericsson           | olimpiai bajnok svéd tornász                                                                             | 1945      |
| január 28.     | Wilhelm Arwe             | Európa-bajnok svéd válogatott jégkorongozó, olimpikon                                                    | 1980      |
| február 15.    | Allen Woodring           | olimpiai bajnok amerikai atléta                                                                          | 1982      |
| február 25.    | Doug Livingstone         | skót labdarúgóhátvéd, edző                                                                               | 1981      |
| március 15.    | Rosy Ryan                | World Series bajnok amerikai baseballjátékos                                                             | 1980      |
| március 18.    | Magnus Goodman           | olimpiai bajnok kanadai jégkorongozó                                                                     | 1991      |
| március 27.    | Marius Jaccard           | svájci válogatott jégkorongozó, olimpikon                                                                | 1978      |
| április 9.     | Curly Lambeau            | NFL-bajnok amerikai amerikaifutball-játékos, edző, Pro Football Hall of Fame-tag                         | 1965      |
| április 11.    | Frans de Vreng           | olimpiai bronzérmes holland kerékpáros                                                                   | 1974      |
| április 15.    | Pete DePaolo             | amerikai autóversenyző                                                                                   | 1980      |
| április 24.    | André Charlet            | Európa-bajnok francia jégkorongozó, olimpikon                                                            | 1954      |
| április 29.    | Christian Juhl           | olimpiai bajnok dán tornász                                                                              | 1962      |
| május 12.      | Louis Kimpe              | olimpiai bronzérmes francia tornász                                                                      | 1970      |
| május 12.      | Earl McNeely             | World Series bajnok amerikai baseballjátékos és edző                                                     | 1971      |
| május 16.      | Lou Hudson               | olimpiai bajnok kanadai jégkorongozó                                                                     | 1975      |
| május 18.      | Tom Heeney               | új-zélandi ökölvívó                                                                                      | 1984      |
| május 21.      | Charly Fasel             | Európa-bajnok, olimpiai és világbajnoki bronzérmes, Spengler-kupa-győztes svájci válogatott jégkorongozó | 1984      |
| május 22.      | Sijtse Jansma            | olimpiai ezüstérmes holland kötélhúzó                                                                    | 1977      |
| május 25.      | Harry Broos              | olimpiai bronzérmes holland atléta                                                                       | 1954      |
| június 9.      | Luigi Fagioli            | olasz autóversenyző, Formula–1-es pilóta                                                                 | 1952      |
| június 14.     | Chris Fridfinnson        | olimpiai bajnok kanadai válogatott jégkorongozó                                                          | 1938      |
| július 26.     | Frank Sullivan           | olimpiai bajnok kanadai válogatott jégkorongozó                                                          | 1989      |
| július 27.     | Benny Bengough           | World Series bajnok amerikai baseballjátékos                                                             | 1968      |
| augusztus 10.  | Aurel Guga               | román válogatott labdarúgó                                                                               | 1936      |
| augusztus 17.  | Bill Pertica             | amerikai baseballjátékos                                                                                 | 1967      |
| augusztus 20.  | Roberto Larraz           | olimpiai bronzérmes argentin tőrvívó                                                                     | 1978      |
| szeptember 18. | Phil Clark               | olimpiai bajnok amerikai válogatott rögbijátékos                                                         | 1985      |
| szeptember 28. | Baconin Borzacchini      | olasz autóversenyző                                                                                      | 1933      |
| augusztus 2.   | Nagy Ernő                | olimpiai bajnok magyar vívó                                                                              | 1977      |
| szeptember 4.  | Charles Doe              | olimpiai bajnok amerikai válogatott rögbijátékos                                                         | 1995      |
| szeptember 9.  | Frankie Frisch           | World Series bajnok amerikai baseballjátékos, National Baseball Hall of Fame and Museum tag              | 1973      |
| szeptember 18. | George Uhle              | World Series bajnok amerikai baseballjátékos                                                             | 1985      |
| október 4.     | John O’Neil              | olimpiai bajnok amerikai válogatott rögbijátékos                                                         | 1950      |
| október 9.     | Joe Sewell               | World Series bajnok amerikai baseballjátékos, National Baseball Hall of Fame and Museum tag              | 1990      |
| november 1.    | Arthur Legat             | belga autóversenyző, Formula–1-es pilóta                                                                 | 1960      |
| november 3.    | Heinrich Tibor           | magyar válogatott jégkorongozó, vitorlázó, olimpikon                                                     | 1953      |
| november 12.   | Leon Štukelj             | / olimpiai és világbajnok jugoszláv-szlovén tornász                                                      | 1999      |
| november 19.   | Ugo Pignotti             | olimpiai és világbajnok olasz tőr- és kardvívó                                                           | 1989      |
| november 25.   | John Patrick             | olimpiai bajnok amerikai válogatott rögbijátékos                                                         | 1959      |
| november 30.   | Firpo Marberry           | World Series bajnok amerikai baseballjátékos                                                             | 1976      |
| december 3.    | Asbjørn Halvorsen        | norvég válogatott labdarúgó, edző                                                                        | 1955      |
| december 17.   | Loren Murchison          | olimpiai bajnok amerikai atléta                                                                          | 1979      |
| december 21.   | Alfred Frøkjær Jørgensen | olimpiai ezüstérmes dán tornász                                                                          | 1988      |
| december 23.   | Hinkey Haines            | World Series bajnok amerikai baseballjátékos, NFL-bajnok amerikaifutball-játékos                         | 1979      |
| december 29.   | Sylvester Granrose       | finn születésű amerikai kötélhúzó, olimpikon                                                             | 1958      |
| december 30.   | Väinö Muinonen           | Európa-bajnok finn atléta, hosszútávfutó                                                                 | 1978      |

## Halálozások
| Halálozás    | Név            | Nemzetiség, sportág, eredmények | Születés |
| ------------ | -------------- | ------------------------------- | -------- |
| január 28.   | Ned Connor     | amerikai baseballjátékos        | 1850     |
| április 17.  | Bobby Mathews  | amerikai baseballjátékos        | 1851     |
| június 23.   | William Rexter | amerikai baseballjátékos        | 1850     |
| november 21. | Bill Hague     | amerikai baseballjátékos        | 1852     |